# Wat

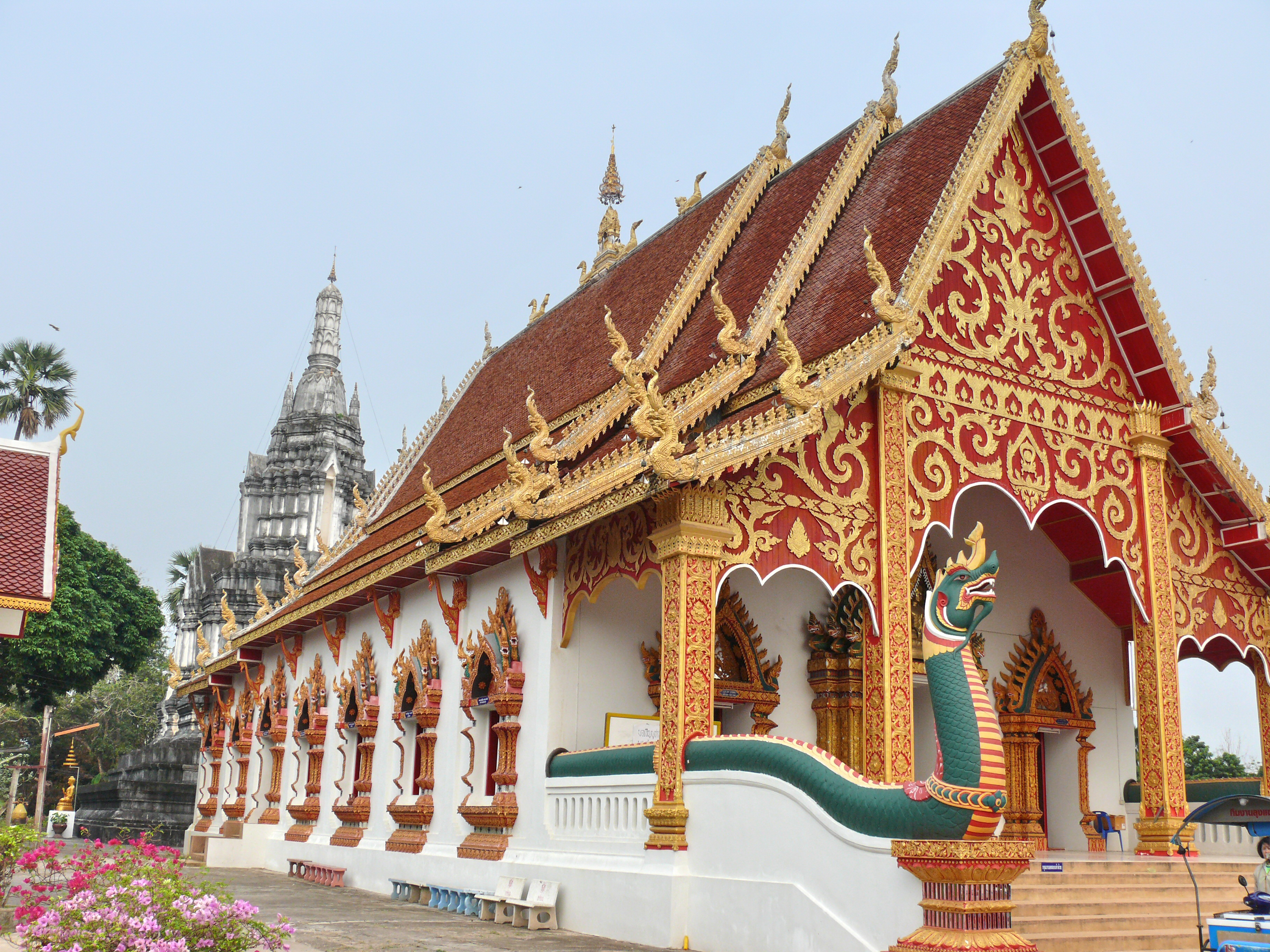
Wat

Wat je specifický druh kláštera či chrámu v Kambodži, Thajsku a Laosu. Thajské slovo „wat“ (วัด) doslova znamená škola, v běžné thajštině však bývá označení wat používáno pro jakékoliv místo uctívání vyjma mešit.